# Kiskőrös
Kiskőrös este un oraș în districtul Kiskőrös, județul Bács-Kiskun, Ungaria, având o populație de 14.455 de locuitori (2011). 

## Demografie
Componența etnică a orașului Kiskőrös
     Maghiari (87,25%)
     Slovaci (7,53%)
     Romi (2,74%)
     Germani (1,33%)
     Necunoscut (0,44%)
     Alții (0,7%)
Componența confesională a orașului Kiskőrös
     Luterani (38,71%)
     Romano-catolici (23,47%)
     Fără religie (7,69%)
     Reformați (3,65%)
     Necunoscută (25,67%)
     Alte religii (6,99%)
Conform recensământului din 2011, orașul Kiskőrös avea 14.455 de locuitori. Din punct de vedere etnic, majoritatea locuitorilor (87,25%) erau maghiari, existând și minorități de slovaci (7,53%), romi (2,74%) și germani (1,33%). Apartenența etnică nu este cunoscută în cazul a 0,44% din locuitori. Nu există o religie majoritară, locuitorii fiind luterani (38,71%), romano-catolici (23,47%), persoane fără religie (7,69%) și reformați (3,65%). Pentru 25,67% din locuitori nu este cunoscută apartenența confesională.

## Personalități
- Sándor Petőfi (1823-1849), poet